# Cojinete magnético

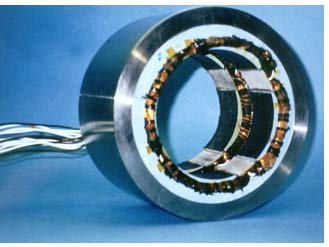
Un cojinete magnético

Un cojinete magnético es un tipo de cojinete que sostiene una carga utilizando levitación magnética. Permiten sostener partes móviles sin tener contacto físico con ellas. Por ejemplo, son capaces de hacer levitar un eje en rotación y permitir movimientos relativos con muy baja fricción y sin desgaste mecánico. Los cojinetes magnéticos pueden soportar las mayores velocidades y no se conoce que posean una velocidad máxima límite.
Los cojinetes magnéticos pasivos (RMPs) utilizan imanes permanentes y por lo tanto no requieren de potencia eléctrica, pero son difíciles de diseñar a causa de las limitaciones que resultan del teorema de Earnshaw. Las técnicas que utilizan materiales diamagnéticos se encuentran poco desarrolladas y dependen en gran medida de las características del material. Por lo tanto, la mayoría de los cojinetes magnéticos son cojinetes magnéticos activos (RMAs), que usan electroimanes que requieren del suministro continuo de potencia eléctrica y un sistema de control activo para mantener estable la carga. En un diseño combinado, a menudo se utilizan imanes permanentes para soportar la carga estática y el RMA es utilizado cuando el objeto que levita se aparta de su posición óptima. Los cojinetes magnéticos por lo general requieren de un cojinete de reguardo en caso de fallo del sistema de potencia o del sistema de control.
Son utilizados en diversas aplicaciones industriales tales como generación de potencia eléctrica, refinado de petróleo, operación de máquinas herramientas y gestión de gas natural. También son utilizados en la centrifugadora Zippe utilizada para enriquecer uranio. Así mismo, se emplean en bombas turbo moleculares, donde no es posible usar cojinetes lubricados con aceite ya que serían una fuente de contaminación.

## Diseño
Un cojinete magnético activo (RMA) funciona en base al principio de suspensión electromagnética y consiste de un conjunto electroimán, una serie de amplificadores de potencia que suministran corriente a los electroimanes, un controlador, y sensores de huelgo con electrónica asociada para proveer la realimentación necesaria para controlar la posición del rotor en el huelgo. El amplificador de potencia suministra una corriente bias idéntica a dos pares de imanes ubicados en lados opuestos del rotor. El controlador regula estas fuerzas contrapuestas, variando la corriente bias mediante perturbaciones de corriente iguales y opuestas en la medida que el rotor se desvia de su posición.